# Ljusegöl (Kråksmåla socken, Småland)
Ljusegöl är en sjö i Nybro kommun i Småland och ingår i Alsteråns huvudavrinningsområde. Sjön har en area på 0,0692 kvadratkilometer och ligger 102 meter över havet.

## Delavrinningsområde
Ljusegöl ingår i det delavrinningsområde (632307-150748) som SMHI kallar för Mynnar i Bjärssjön. Medelhöjden är 112 meter över havet och ytan är 12,69 kvadratkilometer. Räknas de 4 avrinningsområdena uppströms in blir den ackumulerade arean 40,3 kvadratkilometer. Bäsebäck som avvattnar avrinningsområdet har biflödesordning 3, vilket innebär att vattnet flödar genom totalt 3 vattendrag innan det når havet efter 59 kilometer. Avrinningsområdet består mestadels av skog (94 procent). Avrinningsområdet har 0,47 kvadratkilometer vattenytor vilket ger det en sjöprocent på 3,7 procent.